# Наурский район
Нау́рский район (чечен. Невран кӏошт) — административно-территориальная единица и муниципальное образование (муниципальный район) в составе Чеченской Республики Российской Федерации. Административный центр — город Наурская.

## География
Район находится на северо-западе Чечни. Граничит на востоке с Шелковским районом Чечни, на севере — с Ногайским районом Дагестана, на северо-западе — с Курским районом Ставропольского края, на юге, через реку Терек — с Грозненским и Надтеречным районами Чечни.
Протяжённость района: с запада на восток — в среднем 60 км, с севера на юг — 40 км.
Площадь территории района составляет 2204,32 км².
Наурский район находится в степной зоне, вдоль реки Терек преобладает лесостепь, на южных оконечностях станиц Наурская, Ищёрская и села Алпатово есть крупные леса.
Известные в районе озёра: Капустино (рядом с одноимённым хутором), Майорское (недалеко от хутора Майорский), Генеральское (ближайшие населённые пункты — хутор Корнеев и хутор Селиванкин) и целый ряд мелких озёр.
Среднегодовое количество осадков — 369 мм.

## Этимология
Название района возникло в результате транскрипции с чеченского языка на русский первой части чеченского названия Невран-Кошт, что переводится с чеченского как «северный район».
Чеченское происхождение названии «наур» подтверждал и П. А. Востриков, который писал:

«Выраженіе „бросимся на уръ!“ было постоянно произносимо казаками при появленіи враждебной шайки; поэтому вновь основанный казачій станъ и чеченцами и казаками единодушно былъ названъ „Науромъ“: станица стала носить названіе той мѣстности, на которой расположилась. Но больше вѣроятія заслуживаетъ предположеніе, что свое названіе станица получила отъ чеченскаго аула, который находился въ этомъ мѣстѣ до прихода казаковъ».

## История
XVI—XVII века
После победы Русского царства над Астраханским ханством в 1556 году территория, в настоящее время занимаемая районом, вошла в состав России. После этого на Тереке начинает складываться общность терских казаков. В 1874 году старшинство Терского казачьего войска было установлено с 1577 года, будучи приурочено к основанию терским воеводой Л. З. Новосильцевым города Терки на Тереке, близ устья Сунжи, «где под начальством его находились терские казаки». При этом в районе устья Сунжи это был уже второй русский город — впервые в этих местах укреплённый городок был поставлен в 1567 году. Таким образом, первоначально русские военные отряды и поселенцы проникали на нижнее течение Терека. Появление казачьих поселений на берегах Терека в пределах современного Наурского района следует относить, по-видимому, уже к XVII веку. Например, упоминания урочищ Наур и Мекень, как и собственно казачьего городка Науры в одноимённом урочище, встречаются с 1642—1644 годов.
XVIII век
Новая волна интенсивного заселения казаками левого берега Терека в границах нынешнего Наурского района начинается после основания в 1763 году Моздока и создания сплошной цепи казачьих станиц между Моздоком и Кизляром, в рамках масштабного процесса формирования к 1780-м годам единой Кавказской линии. Были образованы станицы Галюгаевская, Ищёрская, Наурская, Мекенская и Калиновская.
В 1772 году в станице Ищёрской побывал будущий предводитель крестьянского восстания Емельян Пугачёв. Результатом его пребывания стало ходатайство казаков станиц Ищёрской, Наурской и Галюгаевской о выделении денежного жалования и провианта, с которым Пугачёв отправился в Москву, но в Моздоке был задержан.
XIX век
В XIX столетии на территории района возникли новые населённые пункты, среди них — станицы Николаевская (в 1848 году) и Савельевская (в 1886 году). При станицах активно образовывались хутора. Прежде всего, при «старых» станицах — Калиновской, Наурской, Ищёрской и Мекенской (Постный — основан в 1780 году, Капустин — в 1823 году, Кречетов — в 1855 году, Корнеев — в 1866 году, Нырков — в 1887 году, Селиванкин — в 1888 году, Батыркин — в 1890 году, Бежанов — в 1891 году, Клинков — в 1892 году, Майорский — в 1900 году, Ситников — уже существовал к 1914 году, и многие другие), в меньшей степени — при «новых», Николаевской и Савельевской (Котланкин — основан в 1898 году, Семиколодцев — по одним данным, возник в 1926 году, по другим, уже существовал к 1914 году, и прочие). По данным на 1 июля 1914 года наурские казаки образовали 16 хуторов, калиновские — 28, а всего на территории современного Наурского района насчитывалось 68 хуторов и 4 экономии (при станице Николаевской). Всего эти хутора и экономии, без учёта собственно станиц, объединяли 775 хозяйств; с учётом дворов в станицах на данной территории насчитывалось 5 143 хозяйства.
XX — начало XXI века
После окончания Гражданской войны в марте 1920 года существовавшая до этого с 1860 года Терская область, на территории которой располагались земли, вошедшие впоследствии в Наурский район, была ликвидирована.
20 января 1921 года на территории бывшей Терской области были образованы Горская АССР и Терская губерния.
13 февраля 1924 года была образована Юго-Восточная область с центром в городе Ростов-на-Дону, в состав вновь образованной области вошли Терская губерния, с центром в городе Георгиевске, Кубано-Черноморская область, Донская область, Ставропольская губерния. Когда 16 октября того же года к Юго-Восточной области были присоединены автономные области и округа Северного Кавказа, в том числе город Грозный, возник объединённый Северо-Кавказский край.
2 июня 1924 года Терская губерния преобразована в Терский округ, в составе которого создано 16 районов, в том числе впервые образован Наурский район, столицей которого стала станица Наурская.
Однако, уже через четыре года, в 1928 году, в результате очередной реорганизации Наурский район был упразднён. В 1930 году был упразднён и Терский округ.
10 января 1934 года снова состоялось разделение Северо-Кавказского края на Азово-Черноморский край и собственно Северо-Кавказский край со столицей в городе Пятигорске. После реорганизации 23 января 1935 года в Северо-Кавказском крае оказалось 43 района, и это стало второй датой рождения Наурского района. В этом же году город Ставрополь был переименован в город Ворошиловск. А после смерти Серго Орджоникидзе в 1937 году Северо-Кавказский край переименован в Орджоникидзевский. Центр Орджоникидзевского края перенесён из города Пятигорска в город Ворошиловск. Таким образом, Наурский район из состава Северо-Кавказского края перешёл в Орджоникидзевский.
После освобождения Орджоникидзевского края от немецко-фашистских захватчиков в 1943 году город Ворошиловск был переименован в Ставрополь, а Орджоникидзевский край — в Ставропольский.
Указом Президиума Верховного Совета СССР от 7 марта 1944 года № 1/853 было принято решение о ликвидации Чечено-Ингушской АССР (ЧИАССР) и новом административном устройстве. В соответствии с данным указом была образована Грозненская область, территория которой была гораздо больше современной территории Чеченской Республики — в неё входила также часть Дагестана и Ставропольского края.
С 1944 года по 1957 год Наурский район входил в состав Грозненской области.
9 января 1957 года Указом Президиума Верховного Совета СССР от «О восстановлении Чечено-Ингушской АССР в составе РСФСР» и указом Президиума Верховного Совета СССР № 721-4 «О восстановлении ЧИАССР и упразднении Грозненской области» была восстановлена Чечено-Ингушская АССР с центром в городе Грозный.
При этом, без учёта мнения местного населения, абсолютное большинство которого на тот момент составляли русские, район был передан, вместе с территорией нынешнего Шелковского района, восстановленной ЧИАССР.
Территориальная конфигурация восстановленной Чечено-Ингушской АССР была значительно иной, чем в момент упразднения (7 марта 1944 года). В частности, Пригородный район не был возвращён в состав республики и отошёл к Северо-Осетинской АССР. Также было запрещено селиться на территориях существовавших до депортации Галанчожского, Чеберлоевского, Шароевского районов и на некоторых территориях Итум-Калинского и Шатоевского районов. В результате в качестве своего рода «компенсации» за территориальные потери в состав ЧИАССР были переданы населённые русскими и другими не-вайнахскими народами Наурский, Каргалинский и Шелковской районы, территория которых ранее принадлежала Ставропольскому краю.
С 1957 года по 1991 год Наурский район входил в состав ЧИАССР.
С 1991 года и по настоящее время район находится в составе Чеченской Республики (образование которой было юридически оформлено в 1992—1993 годах).
Во время первой и второй войн с сепаратистами в Чеченской Республике на территории района имели место подрывы железнодорожного транспорта.
В ночь с 23 на 24 марта 2017 года на местную воинскую часть Росгвардии было совершено вооружённое нападение.

## Население
| 2002    | 2009    | 2010    | 2012    | 2013    | 2014    | 2015    |
| ------- | ------- | ------- | ------- | ------- | ------- | ------- |
| 51 143  | ↗54 774 | ↘54 752 | ↗55 655 | ↗56 521 | ↗57 225 | ↗57 915 |
| 2016    | 2017    | 2018    | 2019    | 2020    | 2021    | 2023    |
| ↗58 755 | ↘58 475 | ↗58 565 | ↗58 745 | ↗58 865 | ↗59 388 | ↗60 141 |
| 2024    |         |         |         |         |         |         |
| ↗60 856 |         |         |         |         |         |         |

### Национальный состав
Большинство жителей района — чеченцы, также проживают русские (в частности, потомки терских казаков), турки-месхетинцы (вынужденные переселенцы из Средней Азии, приехавшие в республику в начале 1990-х годов).
С 1991 года в Наурском районе имело место резкое сокращение численности русского населения. С начала 1990-х годов основными стимулами для отъезда русских являлись ухудшение экономической ситуации, разгул преступности и рост националистических настроений среди чеченского населения республики; при этом уже к началу Первой чеченской войны преступления против русскоязычных жителей района приняли массовый характер. В межвоенный период и с началом Второй чеченской войны как органами власти самопровозглашённой Чеченской Республики Ичкерия, так и отдельными вооружёнными преступниками на территории Наурского района (как и в других районах Чечни) осуществлялись целенаправленные насильственные действия в отношении нечеченского (в первую очередь, русского) населения, имевшие, в конечном итоге, характер этнических чисток, включая и факты массовых убийств (например, убийство 34 человек, русских, в октябре 1999 года в станице Мекенской). В разное время в Наурском районе были обнаружены массовые захоронения мирных жителей, а также пленных российских военнослужащих и заложников, содержавшихся в Чечне. Убийства русских жителей района имели место и после окончания активной фазы боевых действий в Чечне во время Второй чеченской войны. В результате за период с 1989 года (последняя Всесоюзная перепись населения) по 2010 год (последняя проведённая на текущий момент Всероссийская перепись населения) абсолютная численность русских в районе сократилась почти в 4 раза, доля русских в населении района — почти в 4,5 раза.
Национальный состав населения района:
| Национальность | Перепись 2010 года |
| -------------- | ------------------ |
| чеченцы        | 46 376 (84,70 %)   |
| русские        | 4 394 (8,03 %)     |
| турки          | 1 434 (2,62 %)     |
| кумыки         | 452 (0,83 %)       |
| табасараны     | 357 (0,65 %)       |
| аварцы         | 325 (0,59 %)       |
| лезгины        | 175 (0,32 %)       |
| армяне         | 110 (0,20 %)       |
| казахи         | 100 (0,18 %)       |
| другие         | 892 (1,63 %)       |
| не указавшие   | 137 (0,25 %)       |
| Всего          | 54 752 (100,00 %)  |

| Национальность | 1926             | 1939             | 1959             | 1970             | 1979             | 1989             | 2002             |
| -------------- | ---------------- | ---------------- | ---------------- | ---------------- | ---------------- | ---------------- | ---------------- |
| Чеченцы        | 46 (0,2 %)       | 43 (0,1 %)       | 1 993 (7,3 %)    | 20 472 (42,7 %)  | 24 717 (52,0 %)  | 27 583 (59,4 %)  | 41 732 (81,6 %)  |
| Русские        | 21 112 (88,4 %)  | 30 212 (93,7 %)  | 22 803 (83,3 %)  | 24 787 (51,7 %)  | 20 539 (43,2 %)  | 16 589 (35,7 %)  | 6 538 (12,8 %)   |
| Кумыки         | н/д              | 1 (<0,1 %)       | н/д              | 73 (0,2 %)       | 74 (0,2 %)       | 73 (0,2 %)       | 71 (0,1 %)       |
| Аварцы         | н/д              | —                | н/д              | 161 (0,3 %)      | 150 (0,3 %)      | 180 (0,4 %)      | 88 (0,2 %)       |
| Армяне         | 34 (0,1 %)       | 80 (0,2 %)       | 79 (0,3 %)       | 102 (0,2 %)      | 117 (0,2 %)      | 77 (0,2 %)       | 56 (0,1 %)       |
| Украинцы       | 2 370 (9,9 %)    | 954 (3,0 %)      | 821 (3,0 %)      | 664 (1,4 %)      | 483 (1,0 %)      | 517 (1,1 %)      | 92 (0,2 %)       |
| Ингуши         | н/д              | 1 (<0,1 %)       | 40 (0,1 %)       | 255 (0,5 %)      | 245 (0,5 %)      | 244 (0,5 %)      | 53 (0,1 %)       |
| Ногайцы        | 81 (0,3 %)       | 17 (0,1 %)       | н/д              | 57 (0,1 %)       | 37 (0,1 %)       | 11 (<0,1 %)      | 12 (<0,1 %)      |
| Другие         | 251 (1,1 %)      | 946 (2,9 %)      | 1 650 (6,0 %)    | 1 344 (2,8 %)    | 1 191 (2,5 %)    | 1 148 (2,5 %)    | 2 501 (4,9 %)    |
| Всего          | 23 894 (100,0 %) | 32 254 (100,0 %) | 27 386 (100,0 %) | 47 915 (100,0 %) | 47 553 (100,0 %) | 46 422 (100,0 %) | 51 143 (100,0 %) |

По итогам переписи населения 2020 года проживали следующие национальности (национальности менее 0,1 % и другое см. в сноске к строке «Другие»):
| Национальность | Численность, чел. | Доля     |
| -------------- | ----------------- | -------- |
| Чеченцы        | 52 678            | 88,70 %  |
| Русские        | 3302              | 5,56 %   |
| Турки          | 1267              | 2,13 %   |
| Табасараны     | 350               | 0,59 %   |
| Кумыки         | 337               | 0,57 %   |
| Аварцы         | 316               | 0,53 %   |
| Лезгины        | 123               | 0,21 %   |
| Рутульцы       | 108               | 0,18 %   |
| Даргинцы       | 101               | 0,17 %   |
| Армяне         | 89                | 0,15 %   |
| Осетины        | 78                | 0,13 %   |
| Казахи         | 76                | 0,13 %   |
| Азербайджанцы  | 71                | 0,12 %   |
| Другие         | 492               | 0,83 %   |
| Итого          | 59 388            | 100,00 % |

## Муниципально-территориальное устройство
В Наурский район входят 14 муниципальных образований со статусом сельских поселений:
| № на карте | Сельское поселение | Административный центр | Количество населённых пунктов | Население (чел.) | Площадь (км²) |
| ---------- | ------------------ | ---------------------- | ----------------------------- | ---------------- | ------------- |
| 1          | Алпатовское        | с. Алпатово            | 2                             | ↗5731            | 60,43         |
| 2          | Ищёрское           | ст-ца Ищёрская         | 3                             | ↗5126            | 313,51        |
| 3          | Калиновское        | ст-ца Калиновская      | 4                             | ↗10 015          | 525,82        |
| 4          | Левобережненское   | с. Левобережное        | 2                             | ↗3616            | 25,93         |
| 5          | Мекенское          | ст-ца Мекенская        | 4                             | ↗4949            | 312,44        |
| 6          | Наурское           | ст-ца Наурская         | 1                             | ↗11 165          | 39,25         |
| 7          | Николаевское       | ст-ца Николаевская     | 4                             | ↗2155            | 255,08        |
| 8          | Ново-Солкушинское  | с. Новое Солкушино     | 1                             | ↗2438            | 26,52         |
| 9          | Новотерское        | с. Новотерское         | 2                             | ↗4510            | 246,29        |
| 10         | Рубежненское       | с. Рубежное            | 1                             | ↗2938            | 35,58         |
| 11         | Савельевское       | ст-ца Савельевская     | 1                             | ↗2312            | 38,32         |
| 12         | Ульяновское        | с. Ульяновское         | 1                             | ↗1094            | 20,95         |
| 13         | Фрунзенское        | с. Фрунзенское         | 1                             | ↗1453            | 31,91         |
| 14         | Чернокозовское     | с. Чернокозово         | 2                             | ↗3354            | 273,14        |

## Населённые пункты
В Наурском районе 29 населённых пунктов (все — сельские).
| №  | Населённый пункт | Тип     | Население | Сельское поселение |
| -- | ---------------- | ------- | --------- | ------------------ |
| 1  | Алпатово         | село    | ↗5279     | Алпатовское        |
| 2  | Дальнее          | село    | ↘182      | Ищёрское           |
| 3  | Ищёрская         | станица | ↘4764     | Ищёрское           |
| 4  | Калиновская      | станица | ↗9239     | Калиновское        |
| 5  | Капустино        | хутор   | ↗494      | Чернокозовское     |
| 6  | Клинков          | хутор   | ↗137      | Мекенское          |
| 7  | Козлов           | хутор   | ↘30       | Калиновское        |
| 8  | Корнеев          | хутор   | ↘198      | Новотерское        |
| 9  | Кречетово        | хутор   | ↘98       | Ищёрское           |
| 10 | Левобережное     | село    | ↘2353     | Левобережненское   |
| 11 | Майорский        | хутор   | ↘63       | Мекенское          |
| 12 | Мекенская        | станица | ↗4591     | Мекенское          |
| 13 | Мирный           | хутор   | ↘101      | Мекенское          |
| 14 | Наурская         | станица | ↗11 165   | Наурское           |
| 15 | Николаевская     | станица | ↗1867     | Николаевское       |
| 16 | Новое Солкушино  | село    | ↗2438     | Ново-Солкушинское  |
| 17 | Новотерское      | село    | ↗4147     | Новотерское        |
| 18 | Обильный         | хутор   | ↗113      | Николаевское       |
| 19 | Постный          | хутор   | ↗396      | Калиновское        |
| 20 | Рубежное         | село    | ↗2938     | Рубежненское       |
| 21 | Савельевская     | станица | ↗2312     | Савельевское       |
| 22 | Свободное        | село    | ↗327      | Алпатовское        |
| 23 | Селиванкин       | хутор   | ↘232      | Калиновское        |
| 24 | Семиколодцев     | хутор   | ↘13       | Николаевское       |
| 25 | Суворовский      | хутор   | ↗268      | Николаевское       |
| 26 | Ульяновское      | село    | ↗1094     | Ульяновское        |
| 27 | Фрунзенское      | село    | ↗1453     | Фрунзенское        |
| 28 | Чернокозово      | село    | ↗3085     | Чернокозовское     |
| 29 | Юбилейное        | село    | ↗796      | Левобережненское   |

### Упразднённые населённые пункты
Несколько населённых пунктов Наурского района на сегодняшний день покинуты жителями: Батыркин, Бежанов, Белая Хата, Котланкин, Нырков, Ситников.

## Общая карта
Легенда карты:
| Численность населения населённых пунктов: |                     |
|                                           | 5000—10 000 жителей |
|                                           | 1000—5000 жителей   |
|                                           | 500—1000 жителей    |
|                                           | Менее 500 жителей   |

## Транспорт
По территории района проходит автомобильная трасса Моздок—Кизляр.
Также через район проходит Северо-Кавказская железная дорога, со станциями Ищёрская (станица Ищёрская), Алпатово (село Алпатово), Наурская (село Чернокозово) и Терек (село Новотерское).

## Комментарии
1. ↑  Данные приблизительные.
2. ↑  В том числе: 188 чел. — немцы (0,6 %), 184 чел. — осетины (0,6 %).
3. ↑  В том числе: 1 641 чел. — турки (3,2 %).